# Roberto Bautista Agut
Roberto Bautista Agut (født 14. april 1988) er en spansk professionel tennisspiller, som hører til eliten i single. Han har vundet otte ATP-turneringer, hvoraf den største var sejren i Dubai Tennis Championships i 2018. Som sit bedste grand slam-resultat har han nået fjerde runde, hvilket han har gjort i alle fire turneringer flere gange, og desuden nåede han kvartfinalen i OL 2016. Sin bedste placering på verdensranglisten opnåede han i oktober 2017, hvor han lå som nummer 13. Han er spanier yngre end Rafael Nadal, der er nået i top-20.